# Vievis
Vievis ( escoltar (?·pàg.)) (en polonès:Jewie) és una ciutat petita del municipi d'Elektrėnai (Lituània). S'emplaça a 14 km a l'est de Elektrėnai, la ciutat està envoltada pel llac de Vievis.

## Història

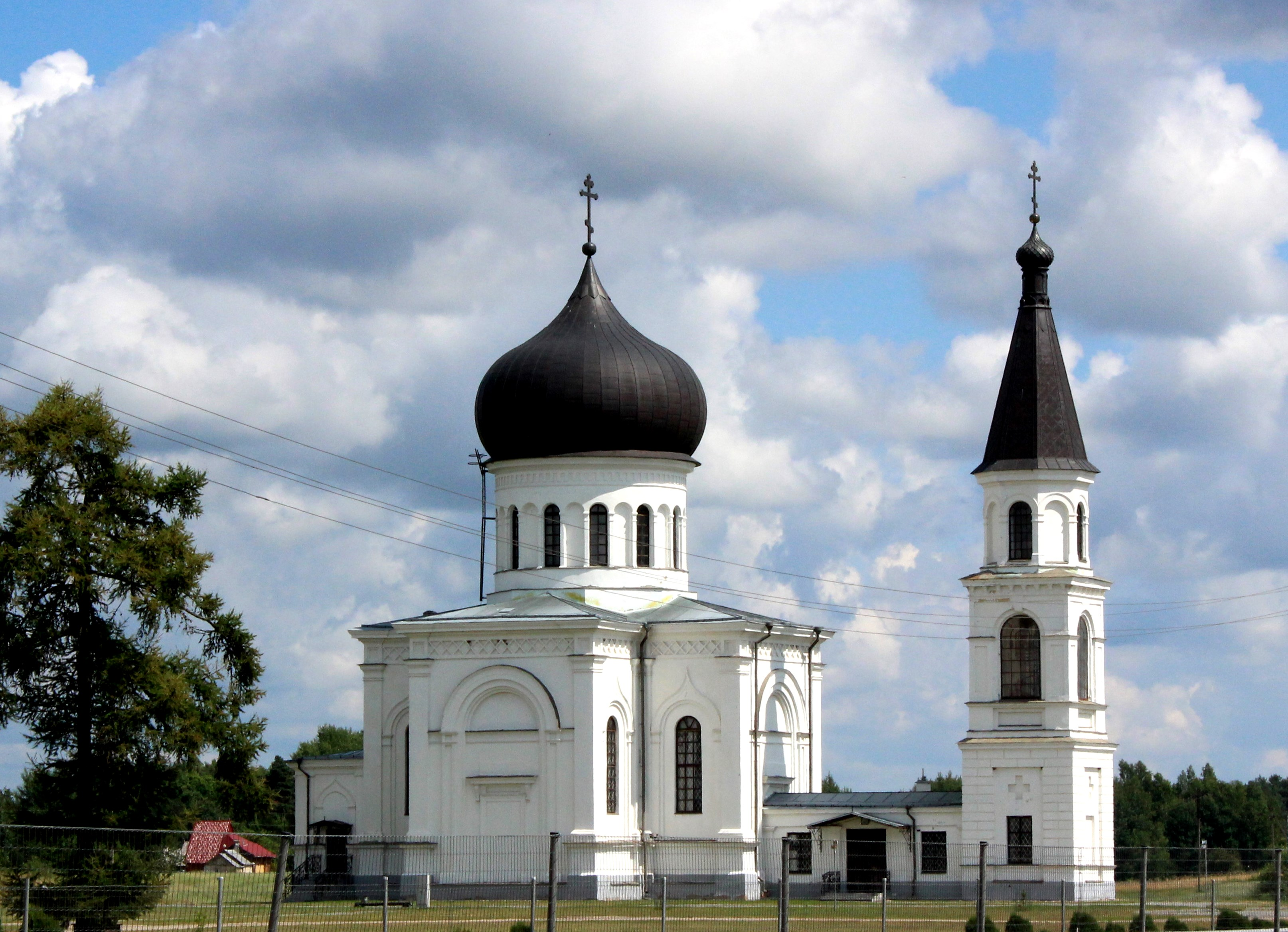
L'església ortodoxa l'any 1843

A la primera meitat del segle xvi va ser construïda la primera església catòlica. Cap a 1600, la família Ogiński va construir una església cristiana oriental i va fundar l'abadia de l'Esperit Sant (lituà: Dvasios Šventosios). Al començament del segle xvii una impremta es va establir a prop de l'abadia, que destaca per la impressió de llibres realitzats per diversos estudiosos protestants calvinistes. Els anys 1794 i 1812, l'església es va cremar i va ser reconstruïda el 1816. El 1837 va ser edificada una església ortodoxa.
En el període entre la Primera Guerra Mundial i la Segona Guerra Mundial, Vievis estava a prop de la línia divisòria entre Lituània i Polònia. La ciutat era de les que acostumaven a tenir una més gran part de població polonesa, el 77% aproximadament d'habitants es van identificar com els polonesos. En el cens del 2011, solament el 10,9% dels habitants es reconeixien com a polonesos, així com 3,74% russos i 82,56% lituans.
El Museu lituà de la carretera que recull, exhibeix i interpreta objectes relacionats amb la construcció de carreteres, està ubicat a Vievis.